# 지그메 갸초

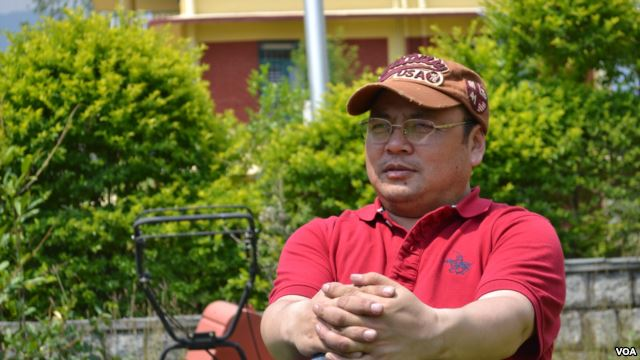

지그메 갸초(Jigme Gyatso, 1972년 ~ )는 티베트인 영화 제작자 겸 인권운동가다. 돈둡 왕첸과 같이 다큐멘터리 두려움, 그 너머를 제작한 후 중화인민공화국에 최소 3건의 혐의 위반으로 체포됐다. 그는 2008년 티베트 소요 사태 이후 고문당했다고 주장했다.

## 두려움, 그 너머
2007년과 2008년 베이징 올림픽 몇 달 전 그는 두려움, 그 너머를 제작했는데 그 내용은 티베트인의 달라이 라마와 중화인민공화국 정부에 대한 의견을 인터뷰한 다큐멘터리 영화였다. 3월에 2008년 티베트 소요 사태가 퍼지던 때에 영화 제작을 끝내고 라싸 외부로 반출시켰다. 중화인민공화국 측에 의해 돈둡 왕첸과 같이 칭하이성 하이시 몽골족 티베트족 자치주 더링하시에서 3월 28일 구금됐다.
베이징 올림픽 개최를 결정한 중화인민공화국을 비판하며 달라이 라마에 대해서는 존경심을, 한족에 대해서는 불만을 표시하는 티베트인들을 다루는 25분 짜리 다큐는 싱글 카메라에 담아낸 40시간의 인터뷰에서 추려졌으며 중화인민공화국 개막식 날 개봉되어 베이징에 주재하는 외신 기자들을 위해 비밀리에 상영됐다.

## 재판과 수감
지그메 갸초는 징역 7개월을 선고 받고 간쑤성 린샤 후이족 자치주에 있는 감옥에 수감됐는데 그의 주장에 따르면 그는 이 기간 동안 고문당했다. 출옥 이후 2009년 5월 2일에 라브랑 사원으로 돌아왔다.